# Augusta Stowe-Gullen
Ann Augusta Stowe-Gullen, née le 27 juillet 1857 à Mount Pleasant (Canada) et morte le 25 septembre 1943 à Toronto (Canada), est une médecin, une maître de conférence et une suffragette canadienne. Il s'agit de la première femme diplômée d'une faculté de médecine canadienne.

## Biographie

### Jeunesse et formation
Augusta Stowe-Gullen est la fille d'Emily Stowe, une des toutes premières femmes médecins canadiennes, et de Jean Fiuscia Michael Heward Stowe. 
Elle passe l'examen d'admission du College des médecins et des chirurgiens en 1879. Elle est ensuite autorisée à étudier à la Faculté de médecine de l'Université Victoria de Toronto, dont elle est diplômée en 1883.

### Carrière médicale et militantisme
Augusta Stowe-Gullen aide sa mère, le Dr Emily Stowe, à fonder le Women's College Hospital en 1883. Son appel au Dr Barrett, médecin anglais immigré au Canada, et à d'autres personnalités médicales aboutit également à la création de l'Ontario Medical College for Women, qui fusionne avec le Women's College Hospital, où elle enseigne.
Elle est élue de 1892 à 1896 au Conseil scolaire de Toronto, qui fut ouvert aux femmes bien avant que l'état de l'Ontario ne l'autorise.
À partir de 1903, elle est la présidente de la Dominion Women's Enfranchisement Association, association militant pour le droit de votes des femmes, fondée par sa mère en 1889. L'association devient ensuite la Canadian Suffrage Association en 1907, et elle en quitte la présidence en 1911.
Elle est également membre de l'Ordre des médecins et des chirurgiens du Canada, l'une des fondateurs du National Council of Women et membre du Sénat de l'Université de Toronto. En 1935, elle reçoit l'Ordre de l'Empire Britannique.
Elle est connue pour sa citation « Quand les femmes ont une voix dans les affaires nationales et internationales, les guerres cesseront pour toujours. » (When women have a voice in national and international affairs, wars will cease forever.)